# Дружба (Топчихинський район)
Дру́жба (рос. Дружба) — селище у складі Топчихинського району Алтайського краю, Росія. Входить до складу Побєдимської сільської ради.

## Історія
Селище було засноване 1934 року як поселення для спеціальних переселенців із Західної України. Вони організували бурякорадгосп «Чистунський», центральним маєтком якого селище було до 1960 року. У 1939—1944 роках селище продовжувало поповнюватися спеціальними переселенцями: поляками, прибалтами з регіонів західної Білорусі, України, Прибалтики, а також депортованих німців, що приєдналися до СРСР. Селище отримало сучасну назву в 1960-их роках.

## Населення
Населення — 397 осіб (2010; 488 у 2002).
Національний склад (станом на 2002 рік):
- росіяни — 80 %